# Albert de Brandebourg (cardinal)
Pour les articles homonymes, voir Albert de Brandebourg et Brandebourg (homonymie).
Ne pas confondre avec Albert de Brandebourg-Ansbach, duc de Prusse, grand-maître de l’Ordre Teutonique

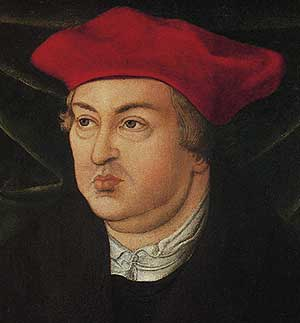
Albert de Brandebourg, portrait de Lucas Cranach l'Ancien.

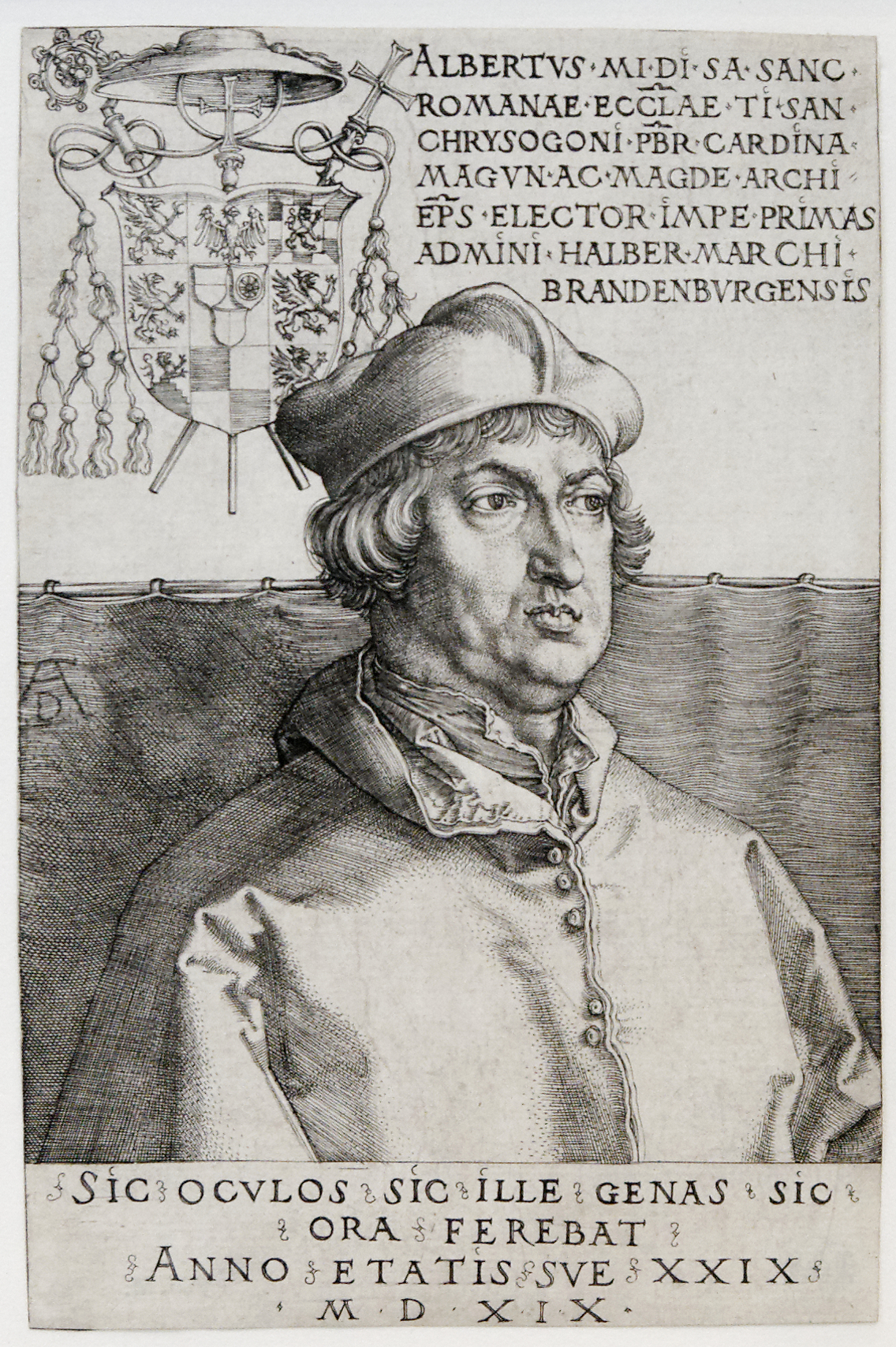
Albert de Mayence, par Albrecht Dürer, 1519

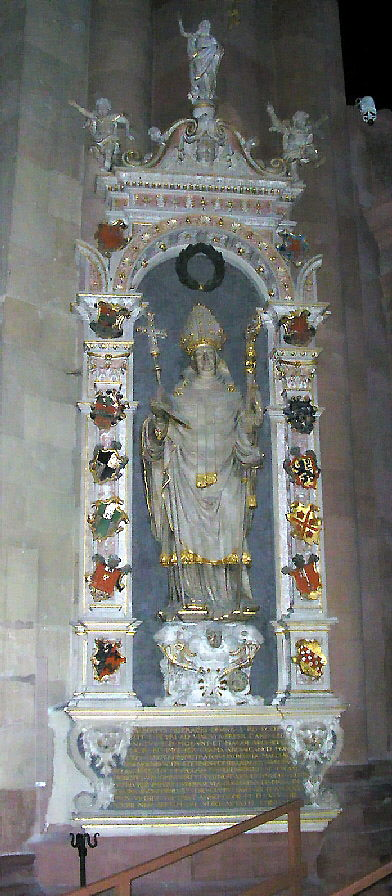
Stèle funéraire du cardinal Albert de Brandebourg dans la cathédrale de Mayence.

Albert de Brandebourg (né le 28 juin 1490 à Cölln sur la Spree, aujourd'hui un quartier de Berlin et mort le 24 septembre 1545 dans le château de Martinsburg à Mayence) est archevêque, prince-électeur de l'Empire, cardinal de l'Église catholique romaine.
Cardinal, dignitaire de plus haut rang du Saint-Empire, bénéficiaire et partisan du système des indulgences, Albert de Brandebourg est l'un des plus puissants et des plus populaires adversaires de Martin Luther.

## Biographie
Prince de la Maison de Hohenzollern, Albert est le fils cadet et septième enfant du prince-électeur Jean-Cicéron de Brandebourg et de Marguerite de Thuringe. Il est le beau-frère du roi Frédéric Ier de Danemark et du duc Henri V de Mecklembourg-Schwerin
Il est d'abord co-margrave du Brandebourg (sous le nom d’Albert IV), avec son frère Joachim Ier et ces deux princes fondent en 1506 l’Université Viadrina de Francfort-sur-Oder. Albert y fait ses études puis décide d'entrer dans les ordres et en 1513, âgé de seulement 23 ans, devient (toujours sous le nom d’Albert IV) archevêque de Magdebourg et (sous le nom d’Albert V) administrateur apostolique pour le diocèse vacant de Halberstadt. L'année suivante, il devient archevêque de Mayence et en tant que tel, évêque métropolite de la province ecclésiastique de Mayence, prince-électeur et seigneur de l’Électorat de Mayence, archichancelier du Saint-Empire romain germanique. En 1518, il est nommé cardinal de l'Église catholique romaine, à l'encontre du Droit canon.
Il administre ses différents diocèses depuis sa résidence de Moritzburg à Halle de 1514 jusqu'à sa destitution le 21 février 1541. En tant que prince de l’Électorat de Mayence, il dote le Conseil d’État ou Hofrat de cette principauté de prérogatives précises ; car si son prédécesseur, l’électeur Jakob von Liebenstein (1504-1508) a bien décrété en 1505 le premier règlement connu, ce n'est qu'en 1522 que l'électeur Albert met sur pied un conseil permanent (resp. officiel) et donne par là à l’assemblée des conseillers une forme stable. Il comporte treize membres, dont neuf sont nommés à discrétion de l'électeur, à savoir : le Maître des Requêtes, le chancelier, le maréchal, les deux émissaires du chapitre, deux juristes et deux représentants de la noblesse. En 1541, un nouveau règlement est dressé pour le conseil et la chancellerie, qui éclaircit également les compétences entre ces administrations centrales et les administrations territoriales. Le collège se compose d'aristocrates et d'érudits.
En 1517, pour pouvoir effacer la dette qu'il a contractée auprès des Fugger pour payer le pallium (cf. simonie), Albert de Brandebourg concède aux financiers rhénans la moitié des revenus du trafic des nouvelles indulgences accordées par Léon X. Les manœuvres interlopes de son agent à Magdebourg, le dominicain Johann Tetzel, donnèrent à Luther la matière de ses 95 thèses. C'est ainsi qu'Albert, bien qu'il favorisât l’humanisme et qu'en 1515 il ait appelé à sa cour de Halle le poète Ulrich von Hutten, se trouve d'emblée dans le camp opposé à la Réforme.
D’abord perplexe devant les idées des réformateurs, Albert tente de composer avec les « évangéliques » (en allemand, Evangelisch désigne les Protestants en général) et suggère d'examiner une réforme générale de l'Église à l'occasion d'un concile. Il fait venir à la cathédrale de Mayence les prédicateurs Wolfgang Fabricius Köpfel Capiton et Caspar Hedio, qui tiennent des prêches humanistes et favorables à la Réforme, et qui sont appréciés des fidèles. Le nonce pontifical Aléandre, qui se rend à Mayence en 1520 pour y faire brûler les écrits de Luther, échappe de peu au lynchage.
Finalement, Albert prend parti contre la Réforme dont les idées minent en réalité son autorité. En 1523, Hedio, comme Capito avant lui, doivent quitter Mayence. Puis, le 19 juillet 1525, le cardinal Albert prend part à la création de la ligue antiluthérienne de Dessau. Martin Luther, qui fonde au début de grands espoirs sur la conversion du cardinal Albert, reconnait bientôt que plus aucun compromis n'est possible. En juin 1528, Albert n'a plus d'autre choix que de conclure avec le landgrave Philippe de Hesse le Traité de Hitzkirchen (de), par lequel l'électorat de Mayence abandonne définitivement sa tutelle religieuse sur la Hesse.
En 1530, le cardinal Albert appelle encore depuis Augsbourg à la paix entre chrétiens et à l'union sacrée contre l'envahisseur ottoman, puis, en 1534, propose avec le duc Georges de Saxe aux princes protestants de conclure le Traité de Kadaň avec le Roi des Romains Ferdinand Ier. Finalement en 1538, avec son frère Joachim, électeur de Brandebourg, il prend la tête de la Ligue de Halle contre la Ligue de Smalkalde. Cette initiative, conjuguée à l'exécution sans jugement de Hans von Schönitz (de) inspirent à Luther une de ses plus acerbes philippiques à l'encontre du cardinal Albert.
Albert de Brandebourg entend concéder la liberté religieuse à ses sujets de l'archevêché de Magdebourg contre la remise des dettes qu'il a contractées envers eux, lorsqu'il est expulsé de son château de Moritzburg (près de Halle) où il siège depuis 27 ans ; sur quoi il exhorte l'empereur à réprimer les Protestants, est le premier des princes allemands à faire venir des jésuites (leur ordre vient d'être créé en 1540) sur ses terres, à Mayence où il s'est retiré. Il est l'instigateur de l'ambigu recès d'empire des états protestants lors de la Diète de Spire de 1544 et passe des accords provisoires avec les princes catholiques pour la guerre qui s'annonçait.
Malgré la persistance de partisans protestants dans ses murs, Mayence et son évêché demeurent catholiques. Le chapitre ecclésiastique de Mayence élit ainsi en la personne de Sebastian von Heusenstamm un tenant du catholicisme comme nouveau prince-archevêque.
À sa mort en 1545, le cardinal Albert est remplacé par son cousin Jean Albrecht de Brandebourg-Ansbach qui fut son coadjuteur.

## Le mécène
Albert de Brandebourg est un protecteur des arts et des sciences. À Halle, il ordonne la construction de deux églises au style dépouillé, l'impressionnante église Sainte-Marie et la « cathédrale de Halle » – ainsi nommée bien que Halle ne soit pas à proprement parler siège d'un diocèse. Pour la décoration intérieure de la cathédrale, il charge Lucas Cranach de fabriquer 16 autels comportant 142 panneaux peints, à livrer sous cinq ans : c'est la plus importante commande à un peintre de toute l'histoire de l'Église d'Allemagne. Puis Albert demande à Matthias Grünewald de peindre l'autel-triptyque de « Saint Érasme et Saint Maurice » ; enfin il subventionne Hans Baldung. C’est ainsi que l'aspect de la ville de Halle reste encore de nos jours tout imprégné des commandes de l'archevêque Albert : il suffit de citer le plus beau cimetière européen de la Renaissance encore visible, le Stadtgottesacker, et le château fort du Moritzburg, qu'il met sous la protection de Saint Maurice lors de la consécration de son archevêché. Son espoir de fonder à Halle une université confessionnelle ne se concrétise jamais. Il reconvertit les bâtiments restants de l'évêché en une résidence épiscopale, la Neue Residenz. Albert enrichit énormément le Hallesches Heiltum, trésor sacré de Halle et collection de reliques, qu'il avait reçu de son prédécesseur à l'évêché. Lorsqu’en 1541 il dut fuir la ville, il emmena avec lui plusieurs de ses œuvres d'art. C'est ainsi que plusieurs tableaux de Cranach et un calendrier-reliquaire (avec une relique associée à chaque saint du calendrier liturgique) vinrent en possession de l’église Saint-Pierre et Alexandre d’Aschaffenbourg, mais la plus grande partie des trésors emportés par Albert dans sa fuite devaient disparaître au cours d'un incendie.
Albert voit dans son activité de mécène une œuvre pour le salut de son âme, mais la finance pourtant par le trafic des indulgences.

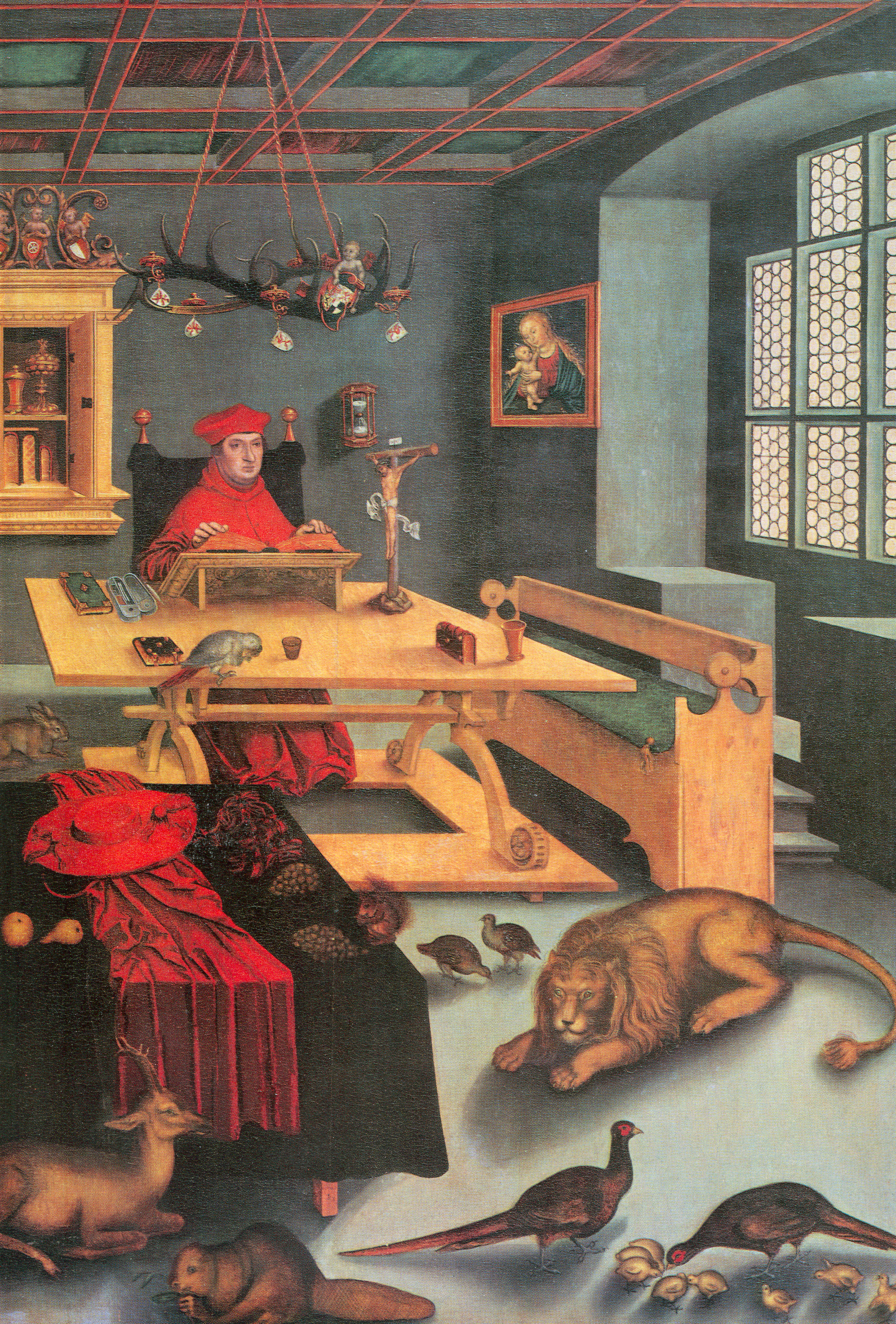
L'archevêque de Mayence Albert en « saint Jérôme dans son étude », toile de Lucas Cranach l'Ancien (1526)
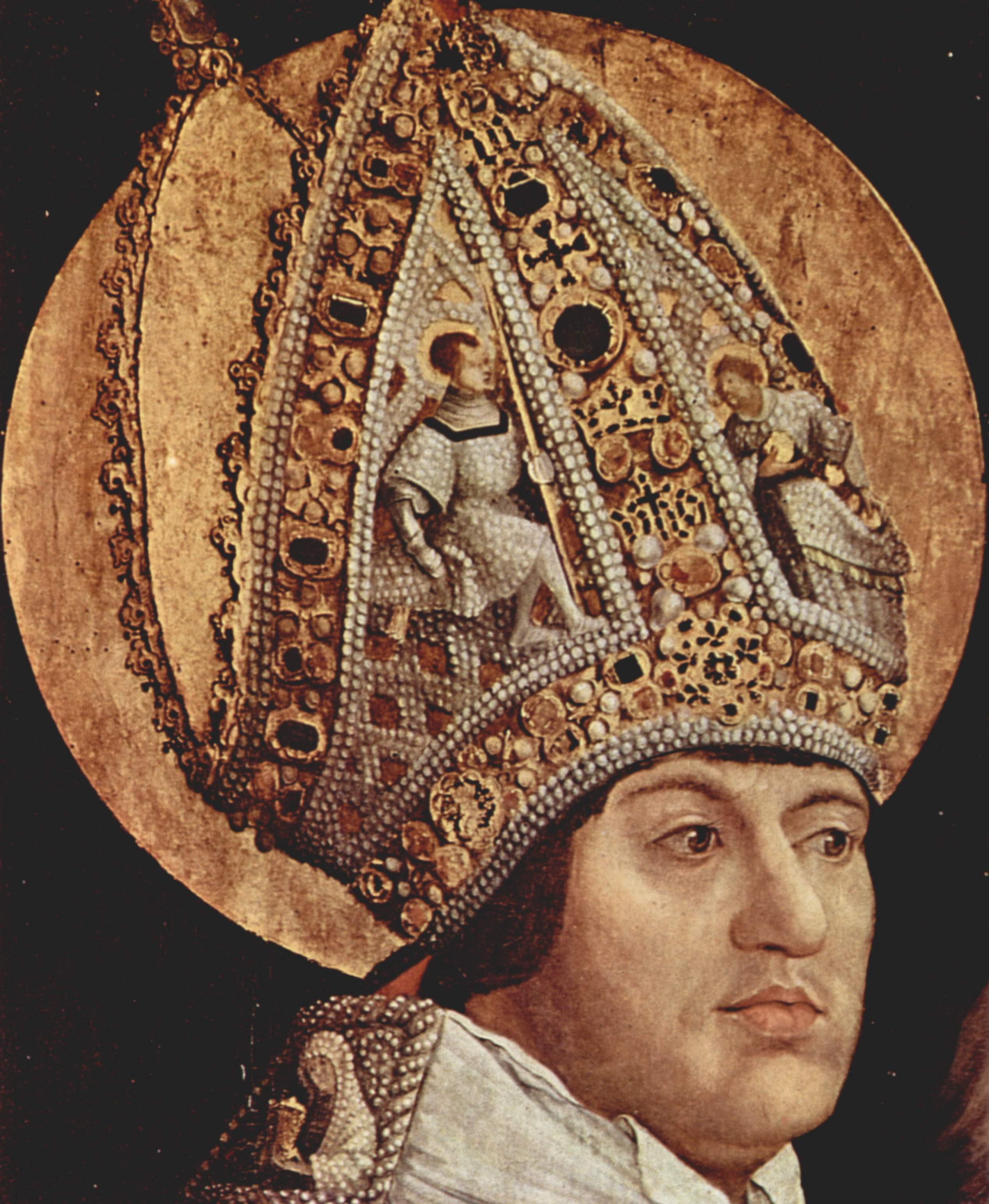
Mathis Gothart-Nithart, dit Grünewald : Saint-Érasme, Portrait du commanditaire Albert de Brandebourg
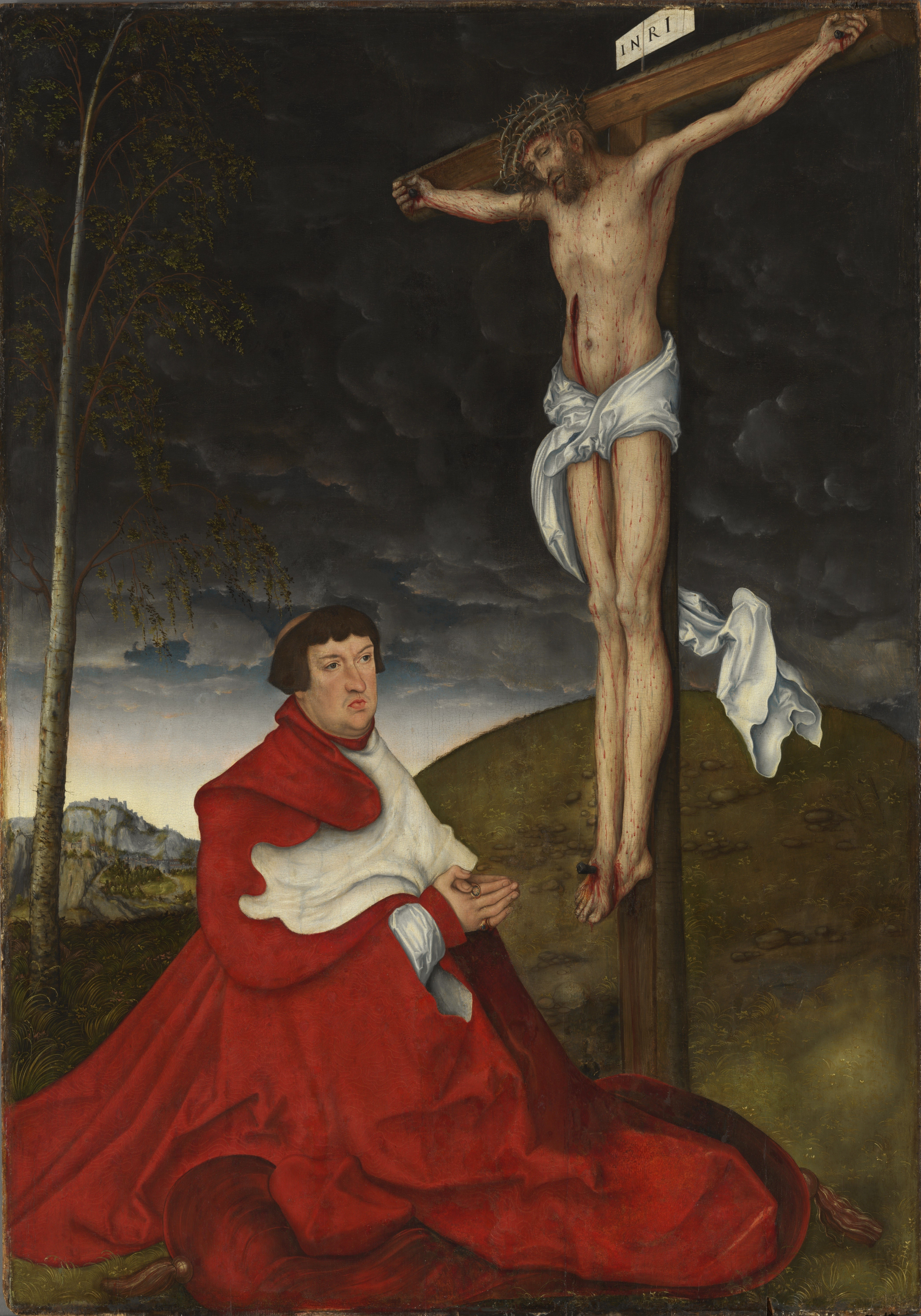
Albert de Brandebourg priant au pied de la Croix, par Lucas Cranach l’Ancien

## Famille
Il existe en Allemagne une littérature abondante sur les amours du cardinal Albert : si certains auteurs ont spéculé sur l’identité de ses concubines, d'autres estiment qu'il n’a eu de liaison quasi-maritale qu’avec Élisabeth « Leys » Schütz puis avec la veuve Agnès Pless (née Strauss) de Francfort. Avec Élisabeth Leys il a une fille, Anna, qu'il marie avec son secrétaire Joachim Kirchner. Celle-ci devait avoir à son tour un fils qu’elle baptise Albrecht. D’Agnès Pless, une négociante fortunée, il fait la mère supérieure d'un couvent de béguines qu'il a fondé dans la vallée de la Schöntal près d’Aschaffenbourg.
Albert ne fait aucun mystère de ses liaisons ; on présume même qu’Élisabeth Leys est représentée sur certains tableaux de Cranach : ainsi elle serait la femme adultère de l'Évangile selon Jean, et le cardinal un homme qui garde ostensiblement les mains vides tandis que la foule qui l'entoure brandit des cailloux et entreprend de lapider la pécheresse. Deux portraits de Cranach représentent Albert et sa compagne sous les traits de saint Martin et sainte Ursule.
Albert est aussi le parrain de Maurice de Saxe (1521-1553), lequel grandit à la cour du cardinal, au château de Moritzburg à Halle.